# Kevade
Kevade (zu deutsch Der Frühling) ist der Titel eines estnischen Spielfilms aus dem Jahr 1970. Er ist die Verfilmung des gleichnamigen Romans (zwei Bände, 1912/13) von Oskar Luts.

## Handlung
Die Handlung spielt in der (fiktiven) estnischen Gemeinde Paunvere Anfang des 20. Jahrhunderts. Jeder kennt jeden in diesem kleinen ländlichen Kosmos mit seinen zahlreichen Beziehungsgeflechten.
Im Mittelpunkt des Films steht die Dorfschule, in der sowohl Jungen als auch Mädchen unterrichtet werden. In ihr verbringen die Jugendlichen die meiste Zeit und erleben zahlreiche Abenteuer. Kleine Geschichten des Alltags führen schnell zu großen ethisch-philosophischen Fragen. Gute und schlechte Freundschaften, Begehrlichkeiten, Eifersucht stellen auf dem Weg zum Erwachsenwerden harte Prüfungen dar.
Die Charaktere kennt jeder aus seiner eigenen Schulzeit: der lustige Kiir, der Phantast Toots, der hünenhafte Tõnisson, der Träumer Arno, das Musikgenie Imelik. Besonders aber die blonde Teele steht im Mittelpunkt des Interesses der Jungen.

## Film
Regisseur von Kevade war der estnische Schauspieler und Regisseur Arvo Kruusement (* 1928). Der Film wurde in schwarz-weiß gedreht. Die jungen Schauspieler im Teenager-Alter wurden in einem landesweiten Wettbewerb gecastet. Dies trug erheblich zur späteren Popularität des Films bei.
Die Dreharbeiten fanden vom 18. Dezember 1968 bis zum 10. Dezember 1969 statt. Die Produktionskosten betrugen lediglich 300.000 Rubel.
Kevade hatte am 5. Januar 1970 in der Estnischen SSR Premiere. Im selben Jahr wurde er auch in Finnland vorgeführt. Der Film wurde ab 1971 in der gesamten Sowjetunion sowie im Ausland gezeigt. Er wurde zu einem der größten estnischen Publikumserfolge überhaupt. Allein 1970 wurden 558.000 Eintrittskarten in Estland (mehr als ein Drittel der Bevölkerung) und im folgenden Jahr 8,1 Millionen in der Sowjetunion verkauft.
Am 30. April 2012 wurde der Film in einer Umfrage der Zeitung Postimees zum besten estnischen Film des Jahrhunderts 1912–2012 gewählt.

## Romanvorlage
Der Film basiert auf dem gleichnamigen Adoleszenz- und Schulroman Kevade des estnischen Volksschriftstellers Oskar Luts, der das Erwachsenwerden auf dem estnischen Land thematisiert. Kevade war in zwei Teilen 1912 und 1913 erschienen. Der Roman ist bis heute in Estland sehr beliebt. Jeder Este kennt die ersten Zeilen von Luts' Werk. Die beiden Fortsetzungen veröffentlichte Luts unter dem Titel Suvi („Der Sommer“) und Sügis („Der Herbst“).
Suvi wurde 1976 und Sügis 1990 verfilmt. Bei beiden Filmen führte erneut Arvo Kruusement Regie. Es treten dieselben Schauspieler wie in Kevade auf, die durch ihr natürliches Älterwerden den beiden Fortsetzungsfilmen Authentizität verleihen.